# Stargate Universe
Stargate Universe (abreviado SG.U) es el título de una serie televisiva de ciencia ficción, parte de la franquicia Stargate. Producida por MGM, la serie pasó a preproducción en marzo de 2007, y a producción a mitad del año 2008. Su premiere fue el 2 de octubre de 2009 en el canal estadounidense SyFy. Stargate Universe se filmó y produjo en Vancouver (Canadá), como las anteriores series de la saga.

## Argumento
Tras descubrirse el misterio del noveno chevron, un grupo de militares, civiles y científicos que habitaban la base secreta Ícaro se ven forzados a cruzar prematuramente el Stargate cuando la base es atacada. Como resultado, viajaron al interior de la nave Destiny (Destino), lanzada por los Antiguos en la época dorada de su civilización como un experimento puesto en marcha pero nunca finalizado.
Lo que comienza como un accidente, termina siendo una misión sin fin cuando la improvisada expedición se percata de que la nave no puede regresar a la Tierra y de que están a miles de millones de años luz de ella, en una nave sobre la que en un principio no tienen control alguno y sin posibilidad de abrir con el Stargate un portal hacia la Tierra. Ahora tendrán que sobrevivir a bordo.
La tripulación viajará a los confines del universo. Surgirán retos al acercarse la nave a las puertas enviadas hace miles de años y no poder, la tripulación, cambiar la ruta de navegación de la nave. Si alguien se queda atrás, no se podrá regresar a buscarlo, añadiéndose esto al drama de encontrar nuevas razas, enemigos y aventuras.

## Reparto

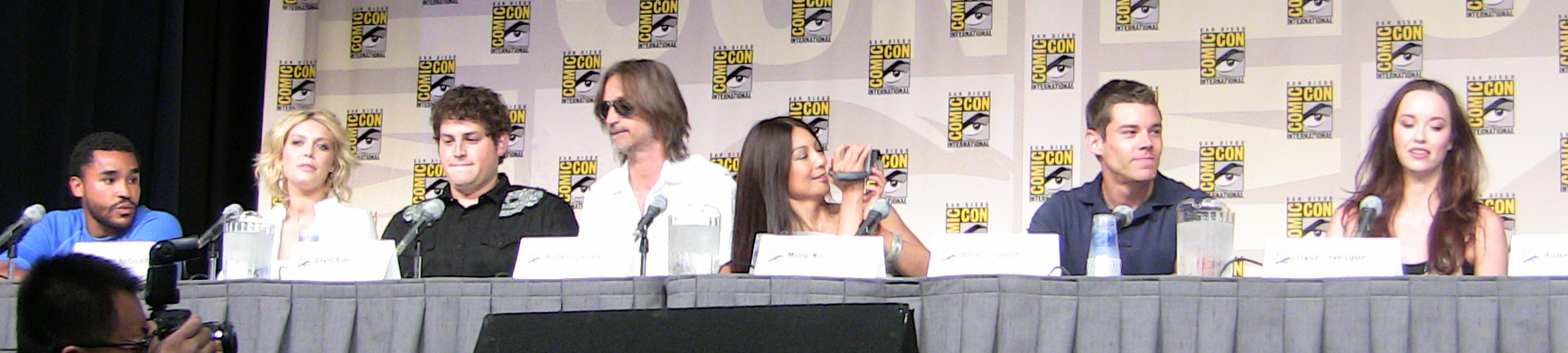
El elenco principal de SG.U en la Comic Con 2009.

### Principales
- Dr. Nicholas Rush (Robert Carlyle): Brillante y atormentado científico escocés. Tras la muerte de su esposa se dedicó en cuerpo y alma a su trabajo, que antepone a cualquier cosa. Es una eminencia en los estudios sobre el noveno chevron.

- Coronel Everett Young (Louis Ferreira): Un hombre con carácter, que fue líder de un equipo SG, pero se apartó de las misiones debido a que se casó hace dos años con su actual esposa Hailey. La pérdida de dos miembros de su equipo hace varios años le ha llevado a no dar nunca nada por sentado, y estar preparado para cualquier cosa. Tiene varios conflictos ideológicos con el Dr. Rush durante la serie.

- Teniente Matthew Scott (Brian J. Smith): Oficial de material y joven miembro de la Base Ícaro. Está impulsado a coger el liderazgo antes de estar listo para las responsabilidades que conlleva y ha de aprender también a ganarse el respeto a través de sus acciones y manejar las diferentes personalidades que pueda haber para mantenerlos a todos con vida.

- Chloe Armstrong (Elyse Levesque): Hija del senador de California. Chica de vida adinerada y muy capaz en los temas sociales, pues estudió Ciencias Políticas en la Universidad de Harvard. Sueña con seguir los pasos de su padre.

- Eli Wallace  (David Blue): Antiguo alumno del MIT que es todo un geek. Totalmente vago aunque es un genio. Domina las matemáticas y la informática además de tener mucho sentido del humor. Sin embargo, carece de confianza debido a que su verdadera inteligencia nunca se ha reconocido y el Dr. Nicholas Rush lo mantiene al margen de sus descubrimientos, por temor a que éste se le vuelva en contra para sus planes.

- Teniente Tamara Johansen "TJ"  (Alaina Huffman): Guapa, dura, inteligente y capaz paramédica militar. Soñaba con ser doctora, pero no pudo permitirse una escuela de estudios sanitarios y la USAF fue su mejor opción tras recibir una beca. Acaba siendo la persona con más inclinación médica en la nave, pero está abrumada por la falta de conocimientos y experiencias serias en el tratamiento de heridos y enfermos.

- Sargento Ronald Greer (Jamil Walker Smith): Marine, grande, fuerte y silencioso. Carece de autocontrol en situaciones fuera de combate. Su pasado es un misterio, pero está claro que algo oscuro formó una coraza alrededor de él.

- Camille Wray (Ming-Na): Es el miembro del IOA de más alto rango a bordo de la Destiny, lo que le da una falsa importancia y superioridad frente al resto de los militares y civiles que quedan atrapados con ella en la nave. Es el primer personaje principal abiertamente lesbiana de la franquicia y vive consternada por estar separada de su pareja.

- Teniente Vanessa James (Julia Benson). Miembro del cuerpo de Marines. Inicialmente tiene un lio amoroso con el teniente Scott, aunque, al final empieza a sentir algo por Eli Wallace.

- Adam Brody (Peter Kelamis). Astrofísico. Es el mejor amigo de Wolker, algo borde y pedante. Sabe leer antiguo, pero su función principal es ingeniero en sistemas informáticos. Es el más dedicado y de confianza según Young. Tiene un bar en uno de los laboratorios de la nave, donde destila sus propias bebidas alcohólicas. Fue uno de los descubridores del laboratorio de hidropónica de la Destiny.

- Dale Volker (Patrick Gilmore). Astrofísico. Tímido e inteligente. Al contrario que Brody, es muy simpático con todos los miembros de la tripulación. Es el mejor amigo de Brody, debido en gran parte a que él es el único científico que no critica tanto sus teorías. En la segunda temporada se convierte en un personaje importante.

- Lisa Park (Jennifer Spence) Científica del Programa Stargate.

### Secundarios
- Coronel David Telford (Lou Diamond Phillips): Militar de la vieja escuela que ha dedicado toda su vida al servicio. Es un habilidoso piloto de F-302. Es elegido por el alto mando militar para realizar el primer viaje oficial por el Stargate usando el noveno chevron, pero todo queda trastocado tras el ataque a la base Ícaro.
- Varro  (Mike Dopud). Miembro de la Alianza Luciana. Inicialmente es un prisionero, al que la tripulación trata con cierta desconfianza. Más tarde, la tripulación, en especial el coronel Young, empiezan a confiar más en el hasta que lo aceptan como miembro de la nave. Aparece durante toda la segunda temporada

## Producción

### Concepción
Tras gestarse la idea de la serie durante 2007, la serie fue oficialmente confirmada el 22 de agosto de 2008.

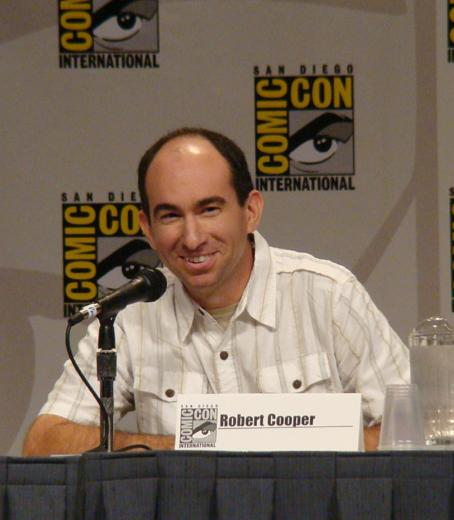
Robert C. Cooper, creador y productor de la serie

Según el creador de la serie, Robert C. Cooper, "la serie mantendrá el espíritu de Stargate, pero abrirá un universo entero nuevo". Se está desarrollando como "una tercera entidad, completamente separada, no como Stargate Atlantis, que fue creada como una secuela de la primera serie,  Stargate SG-1'.
Robert C. Cooper ha indicado que la nueva serie tratará sobre el noveno chevron del Stargate. Será la primera vez que este asunto sea tratado en una serie de la franquicia. Según él, "Será un factor importante en la tercera serie". Por su parte, Brad Wright dio algunos detalles del guion, como que la ascensión pudo tener algo que ver en el hecho del abandono del proyecto Destiny por parte de los Antiguos.
También se insinuó que los protagonistas no tendrían que lidiar con un grupo de villanos fijo (Como los Goa'uld en SG-1 o los Wraith en Atlantis) y que se daría más importancia a las relaciones entre los protagonistas.

### Desarrollo
Los guionistas comenzaron a redactar el libreto en noviembre del año 2008. Las Fuerzas Aéreas de los Estados Unidos y la Marina supervisaron todos los guiones. 
La serie comenzó a rodarse el 18 de febrero de 2009 en Bridge Studios en Vancouver, dónde también se rodaba Stargate SG-1 y Stargate Atlantis. Se usaron los sets de rodaje 2 y 4 para los decorados de la Destiny y el 5 para la base Ícaro, además de usar escenarios de croma para entornos generados por ordenador.
El compositor Joel Goldsmith, que ha trabajado en las otras dos series de la franquicia, se encargó también de la banda sonora de Stargate Universe. También fue contratado el coordinador de especialistas James Bamford, así como la gran mayoría del grupo de especialistas que trabajaban en Stargate Atlantis.

### Audición
Poco después del anuncio de la entrada en producción de la serie, se negó que Michael Shanks, que interpretaba a Daniel Jackson en Stargate SG-1, se ofreciera para protagonizarla. Sin embargo, a principios de 2009, Shanks declaró que su personaje podría aparecer en el episodio piloto. Se confirmó en abril.
El 15 de diciembre de 2008, se anunció que el actor escocés Robert Carlyle sería la cabeza visible del reparto, interpretando a uno de los protagonistas: el Dr. Nicholas Rush.
Un mes después se unieron al reparto los actores Justin Louis, David Blue, Brian J. Smith y Jamil Walker Smith.
A finales de febrero de 2009, se completó el reparto con las contrataciones de Lou Diamond Phillips, Elyse Levesque, Ming-Na y Alaina Huffman.
Tras el anuncio del reparto principal, se fueron añadiendo actores como Christopher McDonald, Ona Grauer o Reiko Aylesworth para papeles recurrentes.
Se anunció, en abril, que Richard Dean Anderson y Amanda Tapping (junto al citado Michael Shanks), protagonistas de Stargate SG-1, harían apariciones en algunos de los primeros episodios. También harían pequeñas apariciones otros personajes de las antiguas series, como Gary Jones, que interpreta al Sargento Walter Harriman.

## Lanzamiento
El 22 de agosto de 2008, se confirmó la serie y el título. Según los productores, a principios de 2009 se emitiría una película de dos horas de duración a modo de episodio piloto; comenzando en verano la emisión semanal de la serie en episodios de 42 minutos.
Como consecuencia, Stargate Atlantis fue cancelada, aunque se anunció al menos una película como continuación de la serie, como ya se hizo con Stargate SG-1 y sus dos películas (Stargate: The Ark of Truth y Stargate: Continuum).
Posteriormente, se retrasó el proyecto a la segunda mitad de 2009. 
Se confirmó que el episodio piloto, titulado "Air" ("Aire"), estaría dividido en tres partes, donde las dos primeras horas se verían en el estreno y la tercera una semana después, siguiendo desde ese momento una emisión normal de un capítulo por semana.
El 20 de marzo se lanzó el primer teaser trailer de la serie durante el episodio final de la serie Battlestar Galactica, mostrando un tono más oscuro y angustioso que las otras dos series de la franquicia. El lema del tráiler es "The only mission is survival" (La única misión es sobrevivir). Le siguieron diversos tráileres cortos y promos durante los meses siguientes.
El 8 de julio de 2009 y aprovechando la renovación de la web oficial de Stargate Archivado el 13 de octubre de 2010 en Wayback Machine., se añadió toda la información correspondiente a SG.U, incluyendo fotos oficiales, promos, descripción de personajes e incluso un tour virtual por el interior de la nave Destiny.
El 21 de julio de 2009, SyFy confirmó que el viernes 2 de octubre de 2009 sería el día elegido para lanzar el primer y segundo capítulo de forma conjunta. Pocos días después, el 24 de julio se lanzó el tráiler definitivo durante la Comic-Con 2009 de San Diego. Una versión reducida del mismo fue mostrada en varios cines de EE. UU. antes de las películas Halloween II y Destino final 3.

## Cancelación
El 15 de diciembre de 2010, la cadena de televisión estadounidense Syfy, donde se emitía originalmente la serie, anunció la cancelación de la misma, debido a su escasa audiencia, a falta de emitirse los diez últimos episodios de la segunda (y última) temporada. Pese a que estaban ya grabados, el final de la serie no quedó finalmente abierto como si hubiese una tercera temporada, aunque si dejaron una puerta abierta para que la historia continuase 3 años después según los hechos acontecidos en el último capítulo.

## Emisión
El canal de ciencia ficción de la NBC, SyFy (antiguo Sci Fi Channel) emitió la serie en Estados Unidos y Canadá desde su estreno en octubre de 2009.
El mismo canal emitió la serie en Australia, aunque desde el 9 de octubre.
Sky 1 hace lo propio para el Reino Unido y la República de Irlanda, al igual que sus dos hermanas SG-1 y Atlantis, desde el 6 de octubre.
Para Latinoamérica se estrenó oficialmente el 30 de noviembre de 2009 por SyFy. Hubo una presentación especial previa el 25 de noviembre dentro del bloque de películas Sci Fi | SyFy.
En España se inició la emisión en abierto en Antena.Neox aunque también ha sido emitida en Nitro (TDT) (ambos canales del Grupo Antena 3) el 15 de mayo de 2010, a las 22:00.
En diciembre de 2009, Syfy y MGM anunciaron que la serie había renovado para una segunda temporada.
El 28 de septiembre de 2010 se estrena la segunda temporada en Estados Unidos en el canal Syfy
Desde principios del 2016, el canal FX (Latinoamérica) emite la serie por primera vez en marzo de lunes a viernes, será retransmitida de nuevo como le pasó a Stargate Atlantis que duró varios años en dicho canal. Actualmente la serie se ha sacado de emisión debido a baja audiencia a mediados de junio de 2017.

## Continuación en cómic
Se dio a conocer en junio que la serie tendrá un cómic que explique como se resuelve la puerta abierta que continua tres años después de estos sucesos: la mayor parte de la tripulación de destino están en hibernación utilizando cápsulas de estasis dentro de la nave, ya que hacen un intento desesperado por escapar de los ataques implacables de los robots no tripulados, que acabó con la población humana esa galaxia presumiblemente, el origen de esa gente está explicado en los capítulos 32, 37 y 38, incluso en el capítulo 39 existe una ciudad abandonada por consecuencia de los robots.
El plan consistía en saltar esa galaxia para pasar a la siguiente, donde posiblemente no exista más robots. Sin embargo, una cápsula de éxtasis esta dañada y Eli Wallace se ofreció para permanecer despierto con el conocimiento que tenía, donde únicamente con sólo dos semanas para arreglarla antes de enfrentarse a su propia muerte. Dentro del mundo del espectáculo, que era momento de Eli a la altura de las circunstancias y la serie terminó con Eli mirando las estrellas que pasan.
Entonces al enterarse de que había una cancelación, los fanes intentaron de varias formas de conseguir el dinero para completar la serie para la televisión, pero no hubo éxito para poder pagar los episodios, además de los escenarios, técnicos, actores y demás, desistieron de la idea, incluso hubo varias peticiones a change.org para ayudar pero no tuvo éxito.
Ahora los señores Mark L. Haynes y JC Vaughn están escribiendo la historia junto a Giancarlo Caracuzzo como el artista para el cómic que saldrá a comienzos de julio de 2017. Aunque los escritores y creadores de Stargate Universe no están involucrados con el cómic, debido a que aún están realizando la serie de ciencia ficción Dark Matter, este cómic será esencialmente la tercera temporada, donde se espera que resuelva la serie por completo, pero no se puede confirmar como será la nueva trama de historia ni de cuantos números saldrán.